# (23323) Anand
(23323) Anand est un astéroïde de la ceinture principale.

## Description
(23323) Anand est un astéroïde de la ceinture principale. Il fut découvert le 20 janvier 2001 à Socorro (Nouveau-Mexique) par le projet LINEAR. Il présente une orbite caractérisée par un demi-grand axe de 3,04 UA, une excentricité de 0,06 et une inclinaison de 2,9° par rapport à l'écliptique.

## Compléments